# Omkatten
Omkatten is de handeling waarbij een product de identiteit wordt gegeven van een ander product.
Het werkwoord schijnt afgeleid te zijn van het Amerikaans-Engelse to cat a car, een auto opleuken met spoilers, sierstrips en dergelijke.
Men spreekt van omkatten wanneer bijvoorbeeld een gestolen motorvoertuig een andere identiteit wordt gegeven.
De diefstaloperatie, waarvan het omkatten deel uitmaakt, heeft een planmatig verloop, en begint met de opkoop van een auto- of motorwrak. Vervolgens wordt een voertuig van hetzelfde model gestolen. Daarin is een identificatienummer ingeslagen, maar dat wordt weggeslepen en vervangen door het nummer van het opgekochte wrak. Het gestolen voertuig krijgt de kentekenplaten en het kentekenbewijs van het wrak.
De term is ook een incidentele benaming geworden voor het transformeren van allerlei andere zaken (al dan niet met een frauduleus doel), zoals levensmiddelen, vee, vastgoed, procesmodellen enz.